# Crinu Raicu-Olteanu
Crinu Raicu-Olteanu est un boxeur roumain né le 3 mai 1974 à Ştefăneşti.

## Carrière
Sa carrière amateur est principalement marquée par un titre de champion du monde remporté à Houston en 1999 dans la catégorie poids coqs aux dépens du russe Kamil Djamaludinov.